# Marcel Schwob

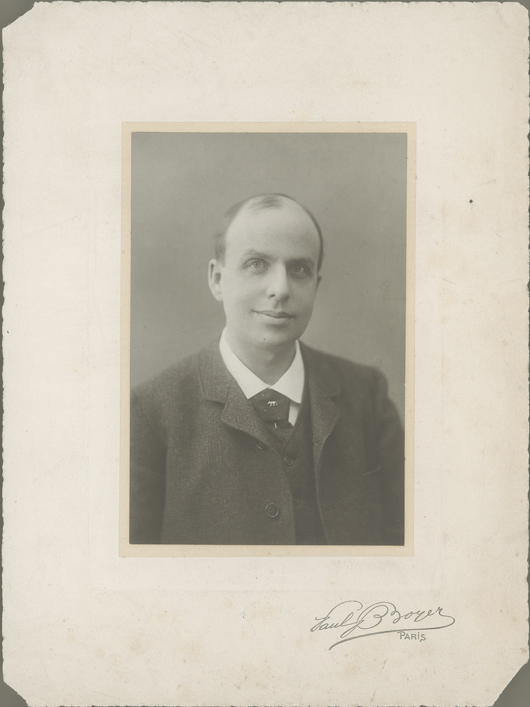
Marcel Schwob (década de 1900)

Mayer André Marcel Schwob, conhecido como Marcel Schwob (23 de agosto de 1867 – 26 de fevereiro de 1905), foi um escritor simbolista francês, mais conhecido por seus contos e por sua influência literária sobre autores como Jorge Luis Borges, Alfonso Reyes, Roberto Bolaño e Patricio Pron. Ele foi chamado de "precursor do Surrealismo".
Além de mais de cem contos, escreveu artigos jornalísticos, ensaios, biografias, resenhas e análises literárias, traduções e peças teatrais. Durante sua vida, foi extremamente conhecido e respeitado, tendo mantido amizade com diversos intelectuais e artistas de sua época.

## Primeiros anos (1867–1889)
Nasceu em Chaville, Hauts-de-Seine, em 23 de agosto de 1867, em uma família judia culta. Seu pai, George Schwob, era amigo de Théodore de Banville e Théophile Gautier.:2 Sua mãe, Mathilde Cahun, pertencia a uma família de intelectuais da Alsácia. Ele era irmão de Maurice Schwob e tio da artista Claude Cahun (nascida Lucy Schwob).
Sua família havia acabado de retornar do Egito, onde seu pai trabalhou no Ministério das Relações Exteriores por dez anos. Com a instauração da Terceira República Francesa, os Schwob se estabeleceram em Tours, onde George dirigiu o jornal Le Républicain d'Indre-et-Loire. Em 1876, mudaram-se para Nantes, onde ele passou a comandar o diário republicano Le Phare de la Loire. Após sua morte, em 1892, seu filho mais velho, Maurice, assumiu a direção do jornal.
Aos 11 anos, Marcel descobriu os contos de Edgar Allan Poe traduzidos por Charles Baudelaire. Em seguida, passou a ler as versões originais em inglês, o que influenciou profundamente sua escrita.:3

## Primeiras obras (1890–1897)
Schwob era fascinado pela gíria francesa, especialmente pela linguagem dos Coquillards, usada por François Villon em suas Baladas em Jargão. Ao contrário da visão comum na época (popularizada por Victor Hugo em Os Miseráveis), Schwob acreditava que a gíria não surgia espontaneamente, mas sim como uma linguagem artificial e codificada.
Durante oito anos, escreveu contos que foram reunidos em seis livros: Cœur double ("Coração Duplo", 1891), Le roi au masque d'or ("O Rei da Máscara de Ouro", 1892), Mimes (1893), Le livre de Monelle ("O Livro de Monelle", 1894), La croisade des enfants ("A Cruzada das Crianças", 1896) e Vies imaginaires ("Vidas Imaginárias", 1896). Seu último conto, L'étoile de bois, é o mais longo que escreveu e foi publicado em 1897.

## Últimos anos (1898–1905)
Nos últimos oito anos de sua vida, Schwob esteve frequentemente doente, mas conseguiu concluir alguns projetos. No entanto, com exceção da peça Jane Shore, e de Dialogues d'Utopie (escrito em 1905), ele não produziu mais ficção original.
Em 1901, embarcou em sua maior viagem, seguindo os passos de seu herói Robert Louis Stevenson, na esperança de visitar seu túmulo em Samoa. No entanto, adoeceu gravemente na ilha e foi forçado a retornar a Paris sem completar a jornada.:270–275

## Vida pessoal
Schwob manteve relacionamentos significativos com duas mulheres: uma jovem chamada Louise, que morreu de tuberculose em 1893, e a atriz Marguerite Moreno, com quem se casou em 1900.

## Saúde e morte
Em 1896, Schwob desenvolveu um grave distúrbio intestinal crônico. Em 1905, após anos de complicações de saúde, faleceu em Paris, aos 37 anos, cercado por seu irmão Maurice, seu biógrafo Pierre Champion e seu assistente chinês, Ting Tse-Ying.:328

## Influência
A obra de Schwob influenciou vários escritores:
- Le Livre de Monelle (1894) teve impacto sobre Os Frutos da Terra de André Gide.
- La croisade des enfants inspirou O Som e a Fúria de William Faulkner e As Portas do Paraíso de Jerzy Andrzejewski.
- Vies imaginaires influenciou Uma História Universal da Infâmia de Jorge Luis Borges.

## Obras
Coletâneas de contos
- Cœur double ("Coração Duplo", 1891)[1]:3
- Le roi au masque d'or ("O Rei da Máscara de Ouro", 1892)[1]:4
- Mimes (1893)[1]:4
- Le livre de Monelle ("O Livro de Monelle", 1894)[1]:4
- La croisade des enfants ("A Cruzada das Crianças", 1896)[1]:4
- Vies imaginaires ("Vidas Imaginárias", 1896)[1]:5